# Gonomyia (Gonomyia) tanaocantha
Gonomyia (Gonomyia) tanaocantha is een tweevleugelige uit de familie steltmuggen (Limoniidae). De soort komt voor in het Oriëntaals gebied.